# FK Pirmasens
El FK Pirmasens es un equipo de fútbol de Alemania que milita en la Oberliga Rheinland-Pfalz/Saar, la quinta división de fútbol más importante del país.

## Historia
Fue fundado en el año 1903 en la ciudad de Pirmasens con el nombre TV Pirminia Pirmasens como un club multideportivo que incluía una sección en gimnasia, aunque su sección de fútbol se declaró independiente en 1914.
Tomaron su nombre actual en el año 1925 y es uno de los pocos equipos que utilizaron en su nombre el término alemán Klub en lugar del término inglés Club y al principio fueron un equipo amateur, iniciando en la Kreissliga Saar en 1919, y al año siguiente pasaron a la Kreissliga Pfalz.
Entre 1930 y 1933 aparecieron en la final del Campeonato del Sur de Alemania 3 veces seguidas, ganaron 4 Bezirksligas seguidas y fueron subcampeones de la Gauliga Südwest, una de las 16 ligas creadas en la reorganización del fútbol alemán en el Tercer Reich, 3 veces en la década de los años 1930s. 
En la Segunda Guerra Mundial tuvieron mala suerte, ya que a falta de 26 segundos para terminar el juego ante el 1. FC Kaiserslautern en 1942, abandonaron el torneo. Al terminar la guerra, formaron parte de la Oberliga Südwest, la cual ganaron en 3 ocasiones y fueron subcampeones en otras 2, lo que lo volvió un equipo popular y debieron mudarse al Ludwigshafen, estadio para 65.000 espectadores.
Con el nacimiento de la Bundesliga en 1963 como la nueva primera liga profesional de Alemania, Pirmasens se integró a la Regionalliga Südwest, en donde constantemente terminaban en los primeros lugares en el transcurso de la década.Tuvieron varias ocasiones para obtener el ascenso a la Bundesliga en los Play-off, pero siempre fallaron. Jugaron la primera edición de la Copa Intertoto en 1961, en la que no pasaron de la fase de grupos.
A mediados de la década de los años 1970s comenzaron los problemas, evadieron el descenso en 1977 gracias a que sus rivales del SV Völklingen les fue negada la licencia de competición, pero en los años 1980s formaban parte de la Oberliga Südwest (III), liga amateur de Alemania; y para 1993 ya jugaban en la Versbandliga Südwest, y dos años más tarde bajaron a la Landesliga Südwest (VI).
Ascendieron a la Regionalliga Süd (III) en 2006/07, año en que sorprendieron eliminando en la primera ronda de la Copa de Alemania al SV Werder Bremen en penales, pero desde 2014 juegan en la Regionalliga Südwest.

## Palmarés
- Oberliga Rheinland-Pfalz/Saar: 1

2014
- Oberliga Südwest: 3 (I)

1958, 1959, 1960
- Bezirksliga Rhein-Saar: 4 (división Saar ) (I)

1930, 1931, 1932, 1933
- Regionalliga Südwest: 1 (II)

1966
- Oberliga Südwest: 2 (IV)

1999, 2006
- Verbandsliga Südwest: 1 (V)

1997
- South West Cup: 2

1999, 2006

## Participación en competiciones internacionales
- Copa Intertoto: 1 aparición

1961/62 - Fase de grupos

## Temporadas recientes
Estas son las temporadas del club desde 1999:
| Temporada | Liga                          | División | Posición |
| 1999–2000 | Regionalliga West/Südwest     | III      | 17º ↓    |
| 2000–01   | Oberliga Südwest              | IV       | 8º       |
| 2001–02   | Oberliga Südwest              | IV       | 7º       |
| 2002–03   | Oberliga Südwest              | IV       | 13º      |
| 2003–04   | Oberliga Südwest              | IV       | 12º      |
| 2004–05   | Oberliga Südwest              | IV       | 10º      |
| 2005–06   | Oberliga Südwest              | IV       | 1º ↑     |
| 2006–07   | Regionalliga Süd              | III      | 17º ↓    |
| 2007–08   | Oberliga Südwest              | IV       | 10º      |
| 2008–09   | Oberliga Südwest              | V        | 3º       |
| 2009–10   | Oberliga Südwest              | V        | 2º       |
| 2010–11   | Oberliga Südwest              | V        | 2º       |
| 2011–12   | Oberliga Südwest              | V        | 3º       |
| 2012–13   | Oberliga Rheinland-Pfalz/Saar | V        | 8º       |
| 2013–14   | Oberliga Rheinland-Pfalz/Saar | V        | 1º ↑     |
| 2014–15   | Regionalliga Südwest          |          |          |

- Con la introducción de las Regionalligas en 1994 y de la 3. Liga en 2008 como el nuevo tercer nivel por debajo de la 2. Bundesliga, todas las ligas bajaron un nivel. En el 2012 la Oberliga Südwest se cambió a Oberliga Rheinland-Pfalz/Saar.

## Jugadores

### Jugadores destacados
- Heinz Kubsch, jugó para Alemania Occidental en el mundial de Suiza 1954 y ganando la final conocida como Milagro de Berna.
- Hans Michael Weiss.